# Polifantes
Polifantes (Polyphantas, Πολύφαντας) fou un general al servei del rei Filip V de Macedònia durant la guerra que va lliurar aquest rei contra Roma i contra la Lliga Etòlia.
El 208 aC fou enviat juntament amb Mènip al Peloponès per donar suport amb un exèrcit d'uns 2500 homes, a la Lliga Aquea. El 207 aC fou enviat amb una petita força en ajut dels beocis i focis (Livius, xxvii. 32, xxviii. 5; Polybius, x. 42.).